# Alfonso Burgos
Alfonso Burgos (Buenos Aires, 27 de diciembre de 1981) es un actor, director y docente de teatro argentino; se ha destacado en cine, teatro, y televisión. Conocido por sus actuaciones en series y telenovelas; destacando mayormente en las producciones infanto juveniles de Cris Morena como Chiquititas y Floricienta.

## Biografía
Comenzó su carrera en 1994 formando parte del elenco juvenil  de la telenovela Montaña rusa.
En 1997 interpreta a Matías en la exitosa tira Chiquititas donde formó parte del elenco estelar infantil al lado de los actores Agustina Cherri, Camila Bordonaba, Santiago Stieben, Diego Mesaglio, Diego García entre otros.
Realizó participaciones especiales en Rebelde Way, Floricienta y Casi ángeles; producciones de Cris Morena
En 2019 forma parte del elenco de la serie juvenil Bia.
A lo largo de su trayectoria ha combinado la televisión con el teatro, actualmente es docente de teatro.

## Filmografía

### Televisión
| Año       | Título               | Personaje                   | Canal          |
| --------- | -------------------- | --------------------------- | -------------- |
| 1994-1995 | Montaña rusa         | Pedro                       | El Trece       |
| 1996-1997 | Mamá x 2             | Guido Alvaredo              | Canal 9        |
| 1997-1998 | Chiquititas          | Matías                      | Telefe         |
| 2003      | Rebelde Way          |                             | Canal 9        |
| 2004      | Floricienta          | Rolando "Rolo"              | El Trece       |
| 2005      | ¿Quién es el jefe?   |                             | Telefe         |
| 2005      | Hospital Central     | Amador (paciente argentino) | Telecinco      |
| 2006      | El refugio           | Franco                      | El Trece       |
| 2007      | Mujeres de nadie     |                             | El Trece       |
| 2007      | Casi ángeles         |                             | Telefe         |
| 2008      | B&B                  |                             | Telefe         |
| 2009      | Socias               |                             | El Trece       |
| 2011      | El hombre de tu vida |                             | Telefe         |
| 2011      | Supertorpe           |                             | Telefe         |
| 2011-2012 | Los Únicos           |                             | El Trece       |
| 2013-2014 | Solamente vos        |                             | El Trece       |
| 2019-2020 | Bia                  | Julián                      | Disney Channel |

### Cine
| Año  | Título | Personaje             | Director      |
| ---- | ------ | --------------------- | ------------- |
| 2004 | 18-J   | Ep: La divina comedia | Daniel Burman |

### Teatro
| Año       | Título                                  |
| --------- | --------------------------------------- |
| 1995      | Montaña rusa                            |
| 1997-1998 | Chiquititas                             |
| 2001      | La gran Aventura de Aladino y Peter Pan |
| 2002      | El centrofoward murió al amanecer       |
| 2003      | Eliot Ness                              |
| 2003-2004 | Quijote sin tiempo                      |
| 2004      | Muerte                                  |
| 2004-2009 | Amis-Tad                                |
| 2007      | Escrito sobre el muro                   |
| 2008      | Amores fóbicos                          |
| 2012      | Te quuiero tanto, tanto                 |